# Britânia Sport Club
Britânia Sport Club was een Braziliaanse voetbalclub uit Curitiba in de staat Paraná.

## Geschiedenis
De club werd op 19 november 1914 opgericht na een fusie tussen  Leão Foot-Ball Club en Tigre Foot-Ball Club. De club werd zeven keer kampioen van de staatscompetitie. In 1971 fuseerde de club met Palestra Itália FC en CA Ferroviário tot Colorado EC.

## Erelijst
Campeonato Paranaense
1918, 1919, 1920, 1921, 1922, 1923, 1928